# 금강 (태권도)
품새 금강(Poomsae Keumgang)은 태권도 유품자 및 유단자의 품새이다. 금강이란 더할 수 없이 강함과 육중한 견고함을 의미하며 강함과 무거움은 한반도의 정기가 모인 영산인 금강산과 과거 우리 선조들의 얼과 함께한 부처의 두 호법인 음양의 두 신작(神炸)으로 이해되기도 한다. 이는 무술이 가장 세다는 금강역사 가운데 더욱 강맹하고 파괴되지 않으며, 조화성을 상징하는 금강의 성질을 비유적으로 나타낸다. 태권도 금강 품새는 이 두가지 요소가 한데 어울려 품새를 표현하고 있다고 알려져있다.

## 주요 내용
| 동작        | 바탕손턱치기, 한손날몸통안막기 , 학다리서기, 금강막기, 큰돌쩌귀, 산틀막기, 메주먹 표적치기등 |
| 품새 진행선 | 山 → 웅장함과 안정성                                                                         |

## 금강 앞지르기
금강앞지르기(金剛앞지르기)는 태권도에서, 한쪽 손으로는 올려 막기를 하고 다른 손은 주먹을 쥐고 상대편의 얼굴이나 몸통을 공격하는 기술이다. 금강 품새에는 나오지 않으며 지태 등의 품새의 주요동작중 하나이다.

## 학다리서기
학다리서기(鶴다리서기)는 태권도에서, 서기 동작의 하나이다. 한 발로 선 다음 다른 한 발은 무릎을 굽혀서 들어 올려 서 있는 다리의 무릎 안쪽으로 가져다 댄다. 이 모습은 마치 학이 한쪽 다리를 들고 서 있는 모양처럼 보인다.

## 같이 보기
- 고려